# Установка ізомеризації в Салаваті
Установка ізомеризації в Салаваті – складова нафтопереробного майданчику в Салаваті, яка здійснює продукування високооктанового компонента палива.
Установка ізомеризації, що стала до ладу в 2017-му, має річну потужність на рівні 434 тисячі тон. Як сировину використовують фракцію НК-62 (пентан-гексанова фракція з температурою кипіння 62 градуси) та пентан-ізопентанову фракцію. При прийомі 52 тон сировини на годину вихід цільового продукту становить від 49 до 51 тони ізомеризату з октановим числом від 89,3 до 89,7.
Сировина первісно проходить гідроочистку від сірки, після чого спрямовується на деізопентанізацію (вилучений з сировини ізопентан домішується до кінцевого продукту ізомеризації). Наступним етапом є ізомеризація, після чого продукт розділяють на ізогексани та ізопентан. Отриманий ізомеризат спрямовують на змішування з бензинами первісної перегонки та риформатом для отримання товарних бензинів.
Установка використовує технологію французької компанії Axens (можливо відзначити, що станом на початок 2020-х на російських нафтопереробних заводах запущені численні установки ізомеризації пентан-гексанової фракції за технологією «Ізомалк-2» від російської компанії «НПП Нефтехим»).